# Heliconia talamancana
Heliconia talamancana är en enhjärtbladig växtart som beskrevs av G.S.Daniels och F.G.Stiles. Heliconia talamancana ingår i släktet Heliconia och familjen Heliconiaceae. Inga underarter finns listade.